# Hanns Georg Heintschel-Heinegg
Hanns Georg Heintschel-Heinegg (5. září 1919 Kněžice, dnes součást Petrovic u Sušice – 5. prosince 1944 Vídeň) byl rakouský básník, student teologie a účastník rakouského odboje proti nacismu. V roce 1940 byl zatčen Gestapem a v roce 1944 odsouzen a popraven.

## Život

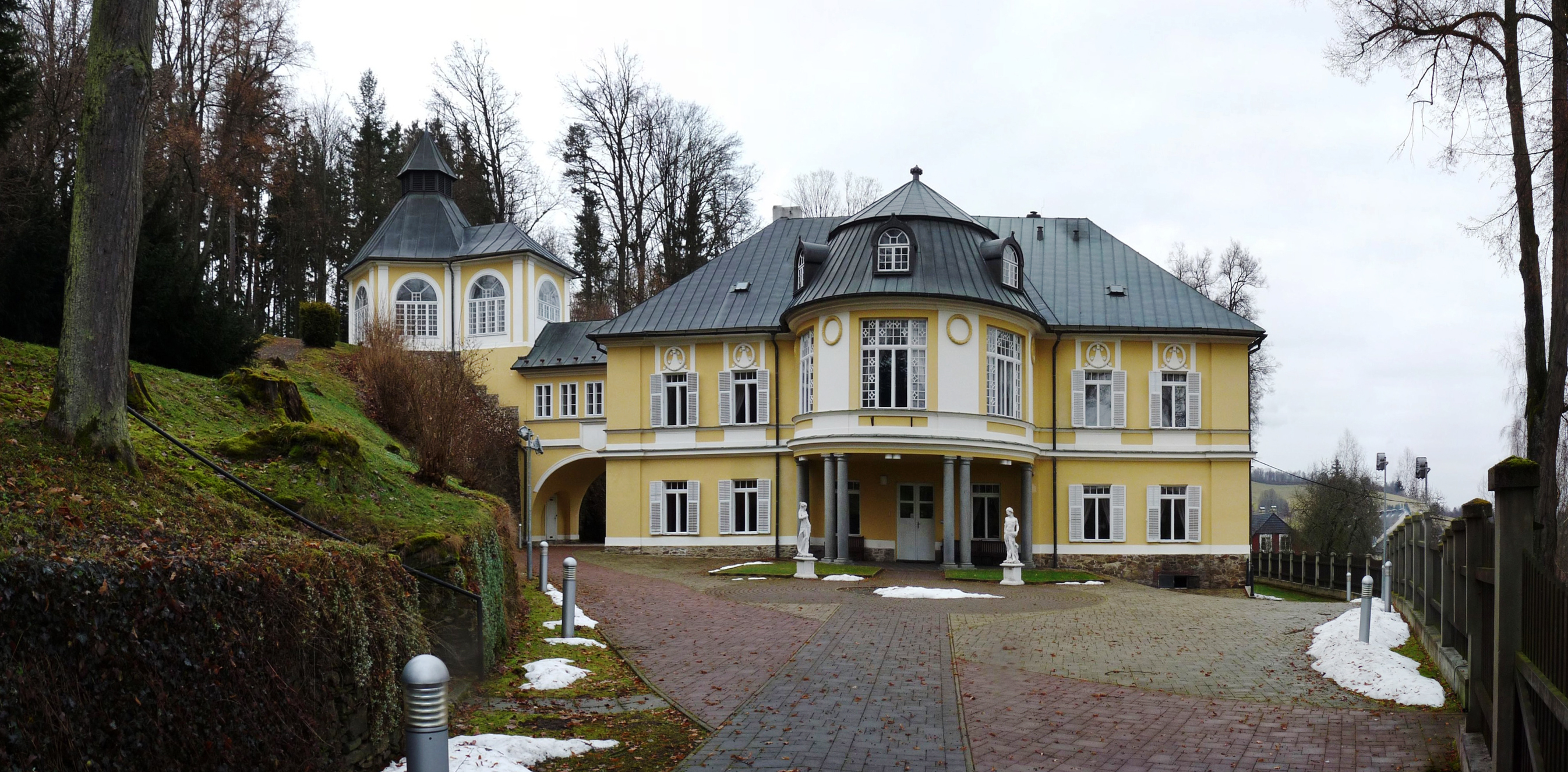
Zámek Kněžice, rodiště Hannse Georga Heintschel-Heinegg

Hanns Georg Heintschel-Heinegg byl z rodiny výrobců vlněného zboží, která pocházela z Jindřichovic pod Smrkem. Jeho děd průmyslník Felix Heintschel byl v roce 1883 povýšen do šlechtického stavu. Hanns Georg se narodil na zámku Kněžice na Šumavě, který rodina získala v roce 1897. V roce 1906 se sem jeho otec Wolfgang von Heintschel Heinegg s rodinou přestěhoval z Vídně poté, co byl zámek přestavěn podle projektu Leopolda Bauera. V roce 1926 ale rodiče museli své statky v Kněžicích (dnes část Petrovic u Sušice), Žikově a Strunkově prodat pro platební neschopnost. Rodina se přestěhovala se svými třemi dcerami a synem zpět do Vídně. V roce 1930 začal Hanns Georg navštěvovat Tereziánskou akademii ve Vídni (Theresianum), kde se zabýval dějinami německé literatury a studia zakončil v roce 1937. Poté nastoupil v Innsbrucku do teologického konviktu Canisianum. Po připojení Rakouska k Německé říši musel studia přerušit a vrátil se do Vídně, kde se zapojil do rakouského hnutí odporu "Deutsche Freiheitsbewegung", později přejmenovaného na "Österreichische Freiheitsbewegung". Toto hnutí vedl kněz Roman Karl Scholz. Hanns Georg Heintschel-Heinegg se stal jednou z vůdčích osobností hnutí.
V roce 1940 bylo hnutí prozrazeno, když herec Burgtheatru Otto Hartmann zradil své druhy a udal je Gestapu. Dne 23. července 1940 byl Hanns Georg zatčen spolu s dalšími šestnácti předními členy hnutí. Byl potom držen v různých věznicích a kárných táborech, kde musel otrocky pracovat. Během pobytu v některých z nich napsal sbírku básní Der dunkelblaue Kranz - den getreuen Freunden gewidmet (Tmavomodrý věnec – věnováno věrným druhům).
K soudnímu procesu došlo až 22. února 1944 ve vídeňském Justičním paláci. Hanns Georg Heintschel-Heinegg byl obviněn z velezrady a spolu s dalšími odsouzen k trestu smrti. Byl popraven gilotinou 5. prosince 1944 v 18:31. Podrobné svědectví o jeho popravě podal evangelický kněz Hans Rieger, který mu před popravou poskytl poslední svaté přijímání. Druhého dne byl tajně pohřben na vídeňském ústředním hřbitově (Gruppe 40, Reihe 16, Nr. 28/IV).

## Dílo
- Vermächtnis (Odkaz), Querschnitt Verlag : Štýrský Hradec, 1947, s biografickém úvodu Rüdiger Engertha

## Ocenění
Katolická církev zařadila Hannse Georga Heintschel-Heinegg do Německého martyrologia 20. století (Deutsches Martyrologium des 20. Jahrhunderts).